# Paul Kriebel

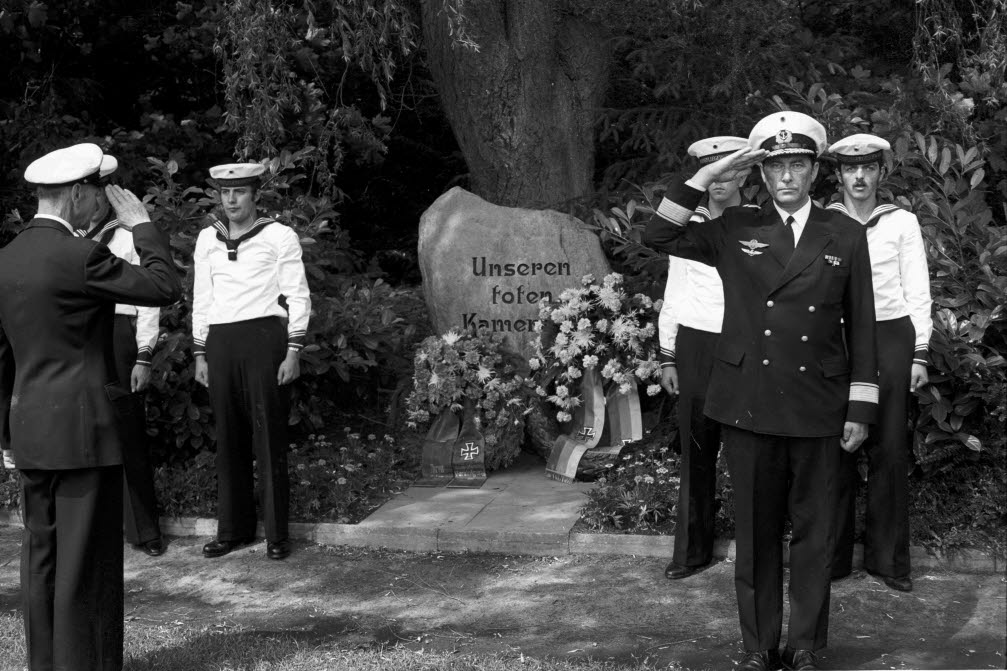
Paul Kriebel (vorn rechts) bei einer Gedenkfeier auf dem Gelände des MFG 5 in Kiel-Holtenau (1973)

Paul Kriebel (* 29. Januar 1917 in Berlin; † 6. April 2015 in Cuxhaven) war ein deutscher Marineoffizier, zuletzt Flottillenadmiral der Bundesmarine.

## Leben

### Luftwaffe und Zweiter Weltkrieg
Kriebel, Sohn des gleichnamigen Pfarrers und von 1920 bis 1945 Superintendenten des Kirchenkreises Forst, trat nach dem Abitur in die Luftwaffe der Wehrmacht ein. Er wurde auf der Luftkriegsschule 3 Wildpark Werder bei Berlin zum Flugzeugführer ausgebildet und anschließend dem Fliegerführer Luftwaffe (See) zugeteilt. Kriebel flog Schwimmerflugzeuge in den Bereichen Ostsee, Nordsee, Atlantik und Mittelmeer. Er übernahm 1942 die Aufgabe eines Staffelchefs einer Seeaufklärungsstaffel auf Kreta. Im Laufe des Krieges wurde er zweimal abgeschossen. Bei Kriegsende diente er als Hauptmann beim Fliegerführer Ostsee.

### Nachkriegszeit
Bei Kriegsende geriet er in britische Kriegsgefangenschaft. Nach der Entlassung war er zunächst im amerikanischen Generalkonsulat in Hamburg beschäftigt, anschließend in der Flugsicherung in Hannover.

### Bundesmarine
Im November 1956 trat Kriebel als Kapitänleutnant in die Bundeswehr ein und nahm an einem sechsmonatigen Auffrischungslehrgang für Flugzeugführer bei den Marinefliegern der United States Navy teil. Ab 1958 war er als Flugzeugführer auf U-Jagdflugzeugen des Typs Fairey Gannet eingesetzt. Er war an der in Nordirland erfolgenden Aufstellung der Marine-U-Jagd-Staffel beteiligt und wurde deren zweiter Staffelkapitän.
Im April 1964 wurde er, inzwischen im Dienstgrad Fregattenkapitän, mit der Aufstellung des Marinefliegergeschwaders 3 auf dem Fliegerhorst Nordholz beauftragt, das aus der Marine-U-Jagd-Staffel aufwachsen sollte. Kriebel wurde 1965 der erste Kommodore dieses Geschwaders. Eine wesentliche Aufgabe in dieser Zeit war es, das neue U-Jagd-Flugzeug/Seefernaufklärer  Breguet BR.1150 Atlantic einzuführen.  
1969 verließ Kriebel, zwischenzeitlich zum Kapitän zur See befördert, Nordholz und wurde Chef des Stabes im Flottenkommando, anschließend Referatsleiter im Führungsstab der Marine. 1972 übernahm er als Flottillenadmiral das Kommando über die Marinefliegerdivision, die er bis zu seiner Zurruhesetzung 1977 führte.

## Auszeichnungen
- Eisernes Kreuz (1939) II. und I. Klasse
- Ehrenpokal für besondere Leistung im Luftkrieg (1944)
- Frontflugspange für Aufklärer in Gold für über 300 Feindflüge
- Verdienstkreuz Erster Klasse des Verdienstordens der Bundesrepublik Deutschland (1973)
- Komtur des Ordre national du Mérite